# 디랙 연산자
미분기하학과 이론물리학에서 디랙 연산자(Dirac演算子, 영어: Dirac operator)는 라플라스 연산자의 제곱근인 미분 연산자이다.:Chapter 3

## 정의
다음 데이터가 주어졌다고 하자.
- 리만 다양체 {\displaystyle (M,g)}
- 매끄러운 벡터 다발 {\displaystyle E\twoheadrightarrow M}
- {\displaystyle E} 위의 코쥘 접속 {\displaystyle \nabla \colon \Gamma ^{\infty }(E)\to \Gamma ^{\infty }(E\otimes \mathrm {T} ^{*}M)}
- {\displaystyle E\otimes E^{*}}의 매끄러운 단면 {\displaystyle T\in \Gamma ^{\infty }(E\otimes E^{*})}. (흔히 {\displaystyle T=0}으로 잡는다.)

그렇다면, 라플라스 연산자
{\displaystyle \Delta =g^{\mu \nu }\nabla _{\mu }\nabla _{\nu }\colon \Gamma ^{\infty }(E)\to \Gamma ^{\infty }(E)}
및 일반화 라플라스 연산자
{\displaystyle \Delta +T\colon \Gamma ^{\infty }(E)\to \Gamma ^{\infty }(E)}
를 정의할 수 있다.
이 경우, 디랙 연산자
{\displaystyle D\colon \Gamma ^{\infty }(E)\to \Gamma ^{\infty }(E)}
는
{\displaystyle D^{2}=\Delta }
를 만족시키는 1차 미분 연산자이다.
보다 일반적으로, 디랙형 연산자(Dirac形演算子, 영어: Dirac-type operator) 또는 일반화 디랙 연산자(영어: generalized Dirac operator)
{\displaystyle D\colon \Gamma ^{\infty }(E)\to \Gamma ^{\infty }(E)}
는 그 제곱이 라플라스형 연산자가 되는 1차 미분 연산자이다. 즉,
{\displaystyle D^{2}=\Delta +T}
를 만족시키는 1차 미분 연산자이다.

### 등급 디랙 연산자
클리퍼드 대수는 자연스럽게 {\displaystyle \mathbb {Z} /2}-등급 대수를 이룬다.
{\displaystyle \operatorname {Cliff} (V,Q;K)=\operatorname {Cliff} ^{+}(V,Q;K)\oplus \operatorname {Cliff} ^{-}(V,Q;K)}
이에 따라, 디랙 연산자의 등급과의 호환 조건을 정의할 수 있다.:116, Definition 3.36
다음 데이터가 주어졌다고 하자.
- 리만 다양체 {\displaystyle (M,g)}
- 두 매끄러운 벡터 다발 {\displaystyle E^{\pm }\twoheadrightarrow M}. 편의상 {\displaystyle E=E^{+}\oplus E^{-}}로 표기하자.
- {\displaystyle E} 위의 초접속 {\displaystyle \nabla \colon \Omega ^{\bullet }(M;E)\to \Omega ^{\bullet +1}(M;E)}
- {\displaystyle E^{\pm }\otimes (E^{\mp })^{*}}의 매끄러운 단면 {\displaystyle T^{\pm }\in \Gamma ^{\infty }(E^{\pm }\otimes {E^{\mp }}^{*})} (복부호 동순)

그렇다면, 마찬가지로 일반화 라플라스 연산자
{\displaystyle \Delta +T\colon \Gamma ^{\infty }(E)\to \Gamma ^{\infty }(E)}
를 정의할 수 있다.
그렇다면, 등급 디랙 연산자(영어: graded Dirac operator)
{\displaystyle D^{\pm }\colon \Gamma ^{\infty }(E^{\pm })\to \Gamma ^{\infty }(E^{\mp })} (복부호 동순)
는
{\displaystyle D^{-}D^{+}=\Delta +T}
{\displaystyle D^{+}D^{-}=\Delta +T}
를 만족시키는 두 미분 연산자이다.

## 분류

### 클리퍼드 가군 다발 접속
리만 다양체 {\displaystyle (M,g)} 위의 클리퍼드 가군 다발 {\displaystyle E} 위의 코쥘 접속 {\displaystyle \nabla }가 다음 조건을 만족시킨다면, 클리퍼드 가군 다발 접속이라고 하자.
{\displaystyle \nabla _{X}(a\cdot s)=a\cdot \nabla _{X}s+(\nabla _{X}a)\cdot s\qquad \forall a\in \Gamma ^{\infty }(\operatorname {Cliff} (\mathrm {T} M,g)),\;s\in \Gamma ^{\infty }(E),\;X\in \Gamma ^{\infty }(\mathrm {T} M)}
여기서 {\displaystyle \nabla _{X}a}는 클리퍼드 다발 위에 리만 계량으로부터 자연스럽게 정의된 코쥘 접속(레비치비타 접속)이다.
마찬가지로, 클리퍼드 가군 다발 초접속을 클리퍼드 다발의 작용과 호환되는, {\displaystyle \mathbb {Z} /2}-등급 매끄러운 벡터 다발 위의 코쥘 초접속으로 정의할 수 있다.

### 디랙 연산자의 분류
리만 다양체 {\displaystyle (M,g)} 위의 매끄러운 벡터 다발 {\displaystyle E} 위에 디랙 연산자 {\displaystyle D}가 주어졌을 때, {\displaystyle E} 위에는 자연스럽게 클리퍼드 다발 {\displaystyle \operatorname {Cliff} (\mathrm {T} M,g)}의 왼쪽 작용이 주어져, 각 올 {\displaystyle E_{x}}이 클리퍼드 대수 {\displaystyle \operatorname {Cliff} (\mathrm {T} _{x}M,g_{x})}의 왼쪽 가군을 이룬다.:116, Proposition 3.38 구체적으로, 이는 다음과 같다.
{\displaystyle D(fs)-f(Ds)=(\mathrm {d} f)\cdot s}
여기서
- {\displaystyle f\in {\mathcal {C}}^{\infty }(M;\mathbb {R} )}는 {\displaystyle M} 위의 실수 값 매끄러운 함수이다.
- {\displaystyle \mathrm {d} f\in \Omega ^{1}(M)=\Gamma ^{\infty }(\mathrm {T} ^{*}\!M)}은 그 기울기인 1차 미분 형식이다. 이 경우, 자연스러운 벡터 다발 포함 사상 {\displaystyle \Omega ^{1}(M)\hookrightarrow \operatorname {Cliff} (\mathrm {T} ^{*}\!M,g^{-1})\cong \operatorname {Cliff} (\mathrm {T} M,g)}이 존재한다.
- {\displaystyle \cdot }은 클리퍼드 대수의 원소의 작용이다.

클리퍼드 다발 {\displaystyle \operatorname {Cliff} (\mathrm {T} M,g)}의 매끄러운 단면은 벡터장 {\displaystyle X=(\mathrm {d} f)^{\sharp }}으로 생성되며, 그 작용은 국소적이므로, 위 등식은 클리퍼드 다발의 작용을 완전히 정의한다. 이에 따라, {\displaystyle E}는 클리퍼드 가군 다발을 이룬다.
또한, 클리퍼드 가군 다발 위의 클리퍼드 가군 다발 (초)접속은 디랙 연산자(또는 등급 디랙 연산자)를 정의한다. 즉,
- 디랙 연산자는 클리퍼드 가군 다발 + 클리퍼드 가군 다발 접속과 일대일 대응한다.
- 주어진 클리퍼드 가군 다발 {\displaystyle E} + 클리퍼드 가군 다발 접속 위의 디랙형 연산자의 공간은 {\displaystyle \operatorname {End} (E)} 꼴의 아핀 공간이다.
- 등급 디랙 연산자는 클리퍼드 가군 {\displaystyle \mathbb {Z} /2}-등급 다발 + 클리퍼드 가군 다발 초접속과 일대일 대응한다.
- 주어진 클리퍼드 가군 다발 {\displaystyle \mathbb {Z} /2}-등급 다발 {\displaystyle E^{\pm }} + 클리퍼드 가군 다발 접속 위의 디랙형 연산자의 공간은 {\displaystyle \operatorname {End} ^{+}(E)} 꼴의 아핀 공간이다.

## 예

### 곡선 위의 벡터다발
계량이 주어진 곡선 {\displaystyle \gamma } 위의 다발 {\displaystyle E\twoheadrightarrow \gamma }의 경우, 디랙 연산자는 단순히
{\displaystyle D=\nabla }
이다.

### 접다발
리만 다양체 {\displaystyle (M,g)} 위의 접다발 {\displaystyle \mathrm {T} M}에는 자연스러운 레비치비타 접속이 존재한다. 만약 {\displaystyle M}이 스핀 다양체라면, 접다발을 스피너 다발
{\displaystyle \mathrm {T} M\hookrightarrow \mathrm {S} M}
으로 확장시켜, 그 위에 디랙 연산자를 정의할 수 있다. {\displaystyle \mathrm {S} M}은 {\displaystyle 2^{\lfloor \dim M/2\rfloor }}차원 복소수 벡터 다발이며, 이는 클리퍼드 다발 {\displaystyle \operatorname {Cl} (\mathrm {T} M,g)} 위의 클리퍼드 가군 다발이다. 이 경우 매장
{\displaystyle \gamma \colon \mathrm {T} M\hookrightarrow \operatorname {Cl} (M,g)}
{\displaystyle \gamma \colon v^{i}\mapsto v^{i}\gamma _{i}}
이 존재한다.
이 경우 디랙 연산자는
{\displaystyle D=g^{ij}\gamma _{i}\nabla _{j}}
이다. 즉,
{\displaystyle D^{2}=\{D,D\}/2={\frac {1}{2}}\{\gamma ^{i}\gamma ^{j}\}\nabla _{i}\nabla _{j}=g^{ij}\nabla _{i}\nabla _{j}=\Delta }
이다.
만약 {\displaystyle M}이 짝수 차원이라면, 그 스피너 다발은 자연스럽게 다음과 같이 오른쪽·왼쪽 바일 스피너 다발로 분해된다.
{\displaystyle \mathrm {S} M=\mathrm {S} ^{+}M\oplus \mathrm {S} ^{-}M}
이 경우 디랙 연산자는 역시 다음과 같이 분해된다.
{\displaystyle D^{\pm }=(D\upharpoonright \Gamma ^{\infty }(\mathrm {S} ^{\pm }M))\colon \Gamma ^{\infty }(\mathrm {S} ^{\pm }M)\to \Gamma ^{\infty }(\mathrm {S} ^{\mp }M))} (복부호 동순)
따라서, 이는 {\displaystyle \mathrm {S} ^{\pm }M} 위의 등급 디랙 연산자를 이룬다.

### 호지-드람 연산자
매끄러운 다양체 {\displaystyle M} 위의 미분 형식의 다발
{\displaystyle E=\bigwedge ^{\bullet }\mathrm {T} ^{*}M}
을 생각하자. 즉,
{\displaystyle \Gamma (E)=\Omega (M)}
이다. 만약 {\displaystyle M}이 콤팩트 다양체라면, 외미분
{\displaystyle \mathrm {d} \colon \Omega ^{\bullet }(M)\to \Omega ^{\bullet +1}(M)}
의 에르미트 수반
{\displaystyle \mathrm {d} ^{\dagger }\colon \Omega ^{\bullet }(M)\to \Omega ^{\bullet -1}(M)}
을 정의할 수 있다. 그렇다면,
{\displaystyle (\mathrm {d} +\mathrm {d} ^{\dagger })^{2}=\{\mathrm {d} ,\mathrm {d} ^{\dagger }\}=\Delta }
이 된다. 여기서 {\displaystyle \Delta }는 미분 형식의 호지-라플라스 연산자이다. 따라서
{\displaystyle D=\mathrm {d} +\mathrm {d} ^{\dagger }}
를 정의하면, {\displaystyle D}는 {\displaystyle E} 위의 디랙 연산자를 이룬다.

## 역사
최초의 디랙 연산자는 폴 디랙이 양자전기역학을 연구하는 도중 발견하였다.

## 같이 보기
- 디랙 방정식
- 열핵
- 클리퍼드 대수